# Nowiny (rejon jaworowski)
Nowiny (ukr. Новини) – wieś na Ukrainie, w rejonie jaworowskim obwodu lwowskiego.

## Historia
Dawniej folwark na obszarze dworskim Jaworowa w powiecie jaworowskim.